# Накло (Чрномељ)
Накло (словен. Naklo) је насељено место у општини Чрномељ, регија Југоисточна Словенија, Словенија.

## Историја
До територијалне реорганизације у Словенији било је у саставу старе општине Чрномељ.

## Становништво
У попису становништва из 2011. године, Накло је имало 34 становника.
| Број становника према пописима | Број становника према пописима | Број становника према пописима |
| ------------------------------ | ------------------------------ | ------------------------------ |
| 1991                           | 2002                           | 2011                           |
| 38                             | 28                             | 34                             |

Напомена: Године 2015. извршена је мања размена територија између насеља Накло и Родине.